# ライクリッキ
ライクリッキ（土: laiklik）とは、トルコ共和国における同国独自の政教分離原則。日本語では、「政教分離」または「世俗主義」と訳される。
1923年10月29日のトルコ共和国建国以来、建国の父であるムスタファ・ケマル・アタテュルクが主導する形で、フランスのライシテを参考にしながら形成されてきた。ライクリッキのことば自体、フランス語の「ライシテ」を語源とする。

## 概要
ライクリッキの原則はケマル主義確立の年、1937年以降現在にいたるまで、トルコ共和国においてきわめて重要な憲法原則をなしており、現行の第三共和政憲法である1982年憲法においても継承されている。そこでは、宗教的自由（第24条第1項）、国家の非宗教性（第24条第4項および第5項）が定められている。政党がこの原則に反し、ライクリッキ違反活動の中心となった場合には憲法裁判所による終審判決によって解散が命じられる（第68条）。
第68条の規定にみられるように、トルコ憲法は国家だけでなく国民に対してもライクリッキ原則への忠誠義務を課してこの原則を強力に護持しようとしている。従来、憲法裁判所が一貫して示してきたライクリッキ四原則は以下の通りである。
1. 宗教が国家事項を支配せず、それに影響を及ぼさないという原則を承認すること。
2. 宗教が個人の精神的営為に関する宗教信仰の領域で差別されることのない、無制約の自由を承認するように宗教を憲法的保障の下に置くこと。
3. 宗教が、個人の精神的営為を越え社会的営為に影響を及ぼす活動および態度に関する領域で、公の秩序、安全および利益を保護する目的で限界づけを承認し、宗教が濫用されること、およびそれが利用されることを禁止すること。
4. 国において公の秩序および諸権利の保護者として宗教的な権利および自由に関する監督権限を承認すること。

1989年のスカーフ事件判決において、憲法裁判所によって提示されたライクリッキ原則では、近代文明、実証主義、民主主義など高度の次元をもつ原則と位置付けられており、「国家の非宗教性」をはるかに越える意味づけがなされている。すなわち、ライクリッキ原則が国の近代化に深くかかわるものとして理解されている。

## 憲法規定
1982年憲法には、ライクリッキに関する以下の条文がある。
- 第2条（基本理念） - 「トルコ共和国は・・・アタテュルク精神に忠実で・・・民主的、非宗教的、社会的な法治国家である。」
- 第24条（宗教的自由） - 第1項 「全ての者は、良心、宗教的信仰、信念の自由を有する」
  - 第4項 「宗教・道徳の教育・訓育は、国の監督の下に行われる。・・・」
  - 第5項 「何人も、国の社会的・経済的・政治的・法的な基本秩序を、宗教規則に基づかせるため、または政治的・個人的な利益・影響力を確保する目的で・・・宗教物を利用・濫用してはならない。」
- 第68条（政党規制） - 第4項(1995年改正) 「政党の党則・綱領・活動は、国の独立・領土・国民からなる全体性、人権・平等・法治国家の原則、国民主権、民主的・非宗教的な共和国の諸原則に、違反してはならない。」